# ماهر المطرب
ماهر عبد العزيز مطرب عقيد في الاستخبارات السعودية ، عمل سابقًا ضمن الملحق الأمني لسفارة بلاده في لندن، متّهم في قضية اغتيال الصحفي السعودي جمال خاشقجي الذي قتل في القنصليّة السعودية في بإسطنبول في تركيا، في الثاني من أكتوبر 2018.،.